# Burg Waiblingen
Die Burg Waiblingen ist eine abgegangene Höhenburg auf einem Bergvorsprung über dem Kochertal bei Waiblingen, einem Ortsteil von Fachsenfeld in der Stadt Aalen im Ostalbkreis in Baden-Württemberg.

## Geschichte

Wappen der Herren von Waiblingen nach dem Neuen Siebmacher (1911)

Im Jahre 1229 wird die Burg mit einem Ulricus de Wabelingen erwähnt, welcher auch Ulricus de Elwangen genannt wurde und ein Bruder des Werner von Rotenbach war. Die Grundherrschaft lag erst bei den Staufern, nach dem Ende der Staufer ging Waiblingen samt Fachsenfeld an die Grafen von Oettingen. 1401 gingen die Ortschaften dann an die Herren von Woellwarth. Im 16. Jahrhundert wanderten die Herren von Waiblingen ab, wo sie mit gleichem Wappen im Dienste des Landgrafs Philipp von Hessen auftauchen. Der runde Burgstall hat einen Durchmesser von 27 bis 33 Metern.